# 馮子琮
馮 子琮（ふう しそう、? - 571年）は、北斉の官僚・政治家。本貫は長楽郡信都県。北燕の馮弘の後裔。

## 経歴
度支郎中の馮霊紹の子として生まれた。孝昭帝により領軍府法曹に任じられ、機密をつかさどり、庫部を管轄した。孝昭帝が記録を見ながら口頭で試問したことがあったが、子琮はそらで答えて、間違いがなかった。殿中郎に転じ、東宮管記の任を加えられた。武成帝の命を受け、胡長粲とともに皇太子高緯を輔導し、太子中庶子に転じた。
天統元年（565年）、武成帝が高緯（後主）に帝位を譲った。子琮は武成帝により給事黄門侍郎に任じられ、主衣都統を兼ねた。武成帝が晋陽で旧殿に住むようになると、新たに後主の滞在する宮殿を作るため、子琮が大明宮の建造を監督した。宮殿が完成すると、武成帝が自ら赴いて検分したが、その手狭なことに驚いた。子琮は「至尊は幼年であり、大業を受け継いだばかりであるので、節倹ぶりを国じゅうに示さなくてはなりません」と答えて、武成帝を感心させた。
天統4年12月10日（569年1月13日）に武成帝が死去すると、僕射の和士開がその死を秘密にして、3日経っても喪を発しなかった。子琮は和士開が趙郡王高叡や臨淮王婁定遠らの動きを警戒しているのを知って、遺詔と偽って高叡を外任に出し、婁定遠の禁衛の権を剥奪した。このためようやく喪が発せられた。
元文遙は子琮が胡太后の妹の夫であることから、太后による政治への干渉の手先となることを恐れ、趙郡王高叡や和士開らを説得して、子琮を鄭州刺史として出させることとした。ほどなく胡太后は子琮の長女を斉安王高仁弘の妃として迎えさせた。子琮が休暇の申請のために鄴に赴くと、吏部尚書に任じられて、そのまま鄴に留まった。武平2年（571年）2月、尚書右僕射に上った。7月に和士開が琅邪王高儼に殺害されると、子琮も内省で絞殺された。
5人の子があり、馮慈明が最も有名であった。

## 伝記資料
- 『北斉書』巻40 列伝第32
- 『北史』巻55 列伝第43